# Szypuły
Szypuły (niem. Rosenort) – kolonia wsi Sulimierz w Polsce, położona w województwie zachodniopomorskim, w powiecie myśliborskim, w gminie Myślibórz. Wchodzi w skład sołectwa Sulimierz.
W latach 1975–1998 kolonia administracyjnie należała do województwa gorzowskiego.